# نصرة العقيل
نصرة العقيل (بالصومالية: Nasra Cagil), (بالإنجليزية: Nasra Agil) هي مهندسة مدنية ورائدة أعمال صومالية - كندية.

## حياتها المبكرة
ولدت العقيل في الصومال. وانتقلت هي وعائلتها بعد ذلك إلى كندا. في سن المراهقة، ساعدت في إطلاق العديد من مبادرات الخدمة المجتمعية . فقامت بتنظيم برامج الشباب، وورش مهارات البقاء والعديد من المسرحيات التعليمية والأنشطة الرياضية. درست الهندسة المدنية في جامعة رايرسون في تورونتو. وتخرجت بتقديرامتياز مع مرتبة الشرف في عام 2005 حاصلةً على درجة البكالوريوس في الهندسة.

## المسيرة المهنية
بدأت نصرة العقيل حياتها المهنية كمفتشة طرق لخدمات النفل ببلدية تورونتو. بعد عامين انتقلت إلى دبي في الإمارات العربية المتحدة التي تطورت لتصبح واحدة من أهم المراكز الرئيسية للتنمية العقارية في العالم . في عام 2007 انضمت إلى شركة كانسلت الكندية (بالإنجليزية: Cansult Limited) وهي شركة هندسية مقرها في دبي وواحدة من أكبر الشركات الصناعية في الشرق الأوسط. عملت في وقت لاحق كاستشارية لـ نخيل ، أكبر مطور عقاري في دولة الإمارات العربية المتحدة . كانت أيضاً أحد كبار مهندسي المرور في هيئة طرق بلدية دبي.
في عام 2012 ، عادت إلى الصومال للمساهمة في إعادة الإعمار المحلية بعد انتهاء الصراع  ثم افتتحت أول متجر شامل في البلاد .

## الجوائز
تقديراً لعملها المجتمعي، حصلت العثيل على جائزة دوق إدنبرة من قبل  الحاكم العام لكندا. كما أنها تلقت العديد من الجوائز الأكاديمية لإنجازاتها الدراسية، بما في ذلك جائزة منظمة المفتاح الذهبي الدولية .